# Akropolisz-rali

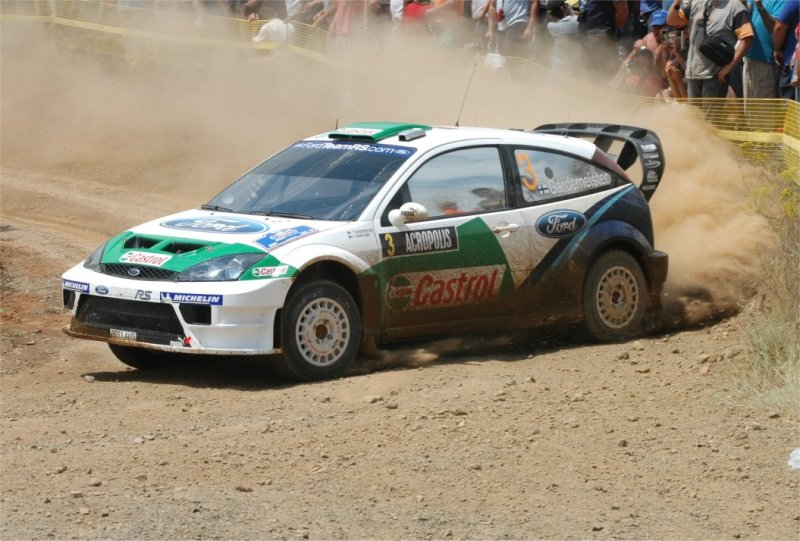
Toni Gardemeister a 2005-ös versenyen

Az Akropolisz-rali (görögül: Ράλλυ Ακρόπολις, hivatalosan: BP Ultimate Acropolis Rally) egy raliverseny Görögországban. A versenyt immár ötvenegy éve a Görög Automobil és Utazás Klub (Automobile and Touring Club of Greece) szervezi. Első alkalommal 1951-ben rendezték meg, ezzel egyike a világ legrégebbi rali-versenyeinek. 1973-tól - kisebb megszakításokkal, - egészen a 2013-as szezonig a rali-világbajnokság része volt. 2014-től 2018-ig az Európai ralibajnokság versenyei között szerepelt, majd miután 2019-ben és 2020-ban nem került megrendezésre, 2021-től újra a rali-vb versenynaptárában kapott szerepet.
A verseny útvonalát hagyományosan köves, sziklás pályákon jelölik ki.
Legtöbb alkalommal, szám szerint ötször az 1995-ös rali-világbajnok, Colin McRae tudott  itt nyerni.

## Győztesek
| Év                                              | Versenyző                       | Navigátor                       | Autó                            |
| A rali-világbajnokság részeként                 | A rali-világbajnokság részeként | A rali-világbajnokság részeként | A rali-világbajnokság részeként |
| ----------------------------------------------- | ------------------------------- | ------------------------------- | ------------------------------- |
| 2024                                            | Thierry Neuville                | Martijn Wydaeghe                | Hyundai i20 N Rally1            |
| 2023                                            | Kalle Rovanperä                 | Jonne Halttunen                 | Toyota GR Yaris Rally1          |
| 2022                                            | Thierry Neuville                | Martijn Wydaeghe                | Hyundai i20 N Rally1            |
| 2021                                            | Kalle Rovanperä                 | Jonne Halttunen                 | Toyota Yaris WRC                |
| 2020                                            | Nem rendezték meg.              |                                 |                                 |
| 2019                                            | Nem rendezték meg.              |                                 |                                 |
| Az európai ralibajnokság részeként              |                                 |                                 |                                 |
| 2018                                            | Bruno Magalhães                 | Hugo Magalhães                  | Škoda Fabia R5                  |
| 2017                                            | Kajetan Kajetanowicz            | Jarosław Baran                  | Ford Fiesta R5                  |
| 2016                                            | Ralfs Sirmacis                  | Arturs Šimins                   | Škoda Fabia R5                  |
| 2015                                            | Kajetan Kajetanowicz            | Jarosław Baran                  | Ford Fiesta R5                  |
| 2014                                            | Craig Breen                     | Scott Martin                    | Peugeot 208 T16 R5              |
| A rali-világbajnokság részeként                 |                                 |                                 |                                 |
| 2013                                            | Mikko Hirvonen                  | Jarmo Lehtinen                  | Volkswagen Polo R WRC           |
| 2012                                            | Sébastien Loeb                  | Daniel Elena                    | Citroën DS3 WRC                 |
| 2011                                            | Sébastien Ogier                 | Julien Ingrassia                | Citroën DS3 WRC                 |
| 2010                                            | Nem rendezték meg               |                                 |                                 |
| 2009                                            | Mikko Hirvonen                  | Jarmo Lehtinen                  | Ford Focus WRC                  |
| 2008                                            | Sébastien Loeb                  | Daniel Elena                    | Citroën C4 WRC                  |
| 2007                                            | Marcus Grönholm                 | Timo Rautiainen                 | Ford Focus RS WRC               |
| 2006                                            | Marcus Grönholm                 | Timo Rautiainen                 | Ford Focus RS WRC               |
| 2005                                            | Sébastien Loeb                  | Daniel Elena                    | Citroën Xsara WRC               |
| 2004                                            | Petter Solberg                  | Phil Mills                      | Subaru Impreza WRC              |
| 2003                                            | Markko Märtin                   | Michael Park                    | Ford Focus RS WRC               |
| 2002                                            | Colin McRae                     | Nicky Grist                     | Ford Focus RS WRC               |
| 2001                                            | Colin McRae                     | Nicky Grist                     | Ford Focus RS WRC               |
| 2000                                            | Colin McRae                     | Nicky Grist                     | Ford Focus WRC                  |
| 1999                                            | Richard Burns                   | Robert Reid                     | Subaru Impreza WRC              |
| 1998                                            | Colin McRae                     | Nicky Grist                     | Subaru Impreza WRC              |
| 1997                                            | Carlos Sainz                    | Luís Moya                       | Ford Escort WRC                 |
| 1996                                            | Colin McRae                     | Derek Ringer                    | Subaru Impreza 555              |
| A görög rali-bajnokság részeként                |                                 |                                 |                                 |
| 1995                                            | Aris Vovos                      | Kostás Stefanis                 | Lancia Delta HF Integrale       |
| A rali-világbajnokság részeként                 |                                 |                                 |                                 |
| 1994                                            | Carlos Sainz                    | Luís Moya                       | Subaru Impreza 555              |
| 1993                                            | Miki Biasion                    | Tiziano Siviero                 | Ford Escort RS Cosworth         |
| 1992                                            | Didier Auriol                   | Bernard Occelli                 | Lancia Delta HF Integrale       |
| 1991                                            | Juha Kankkunen                  | Juha Piironen                   | Lancia Delta Integrale 16V      |
| 1990                                            | Carlos Sainz                    | Luís Moya                       | Toyota Celica GT-Four           |
| 1989                                            | Miki Biasion                    | Tiziano Siviero                 | Lancia Delta Integrale          |
| 1988                                            | Miki Biasion                    | Tiziano Siviero                 | Lancia Delta Integrale          |
| 1987                                            | Markku Alén                     | Ilkka Kivimäki                  | Lancia Delta HF 4WD             |
| 1986                                            | Juha Kankkunen                  | Juha Piironen                   | Peugeot 205 Turbo 16 E2         |
| 1985                                            | Timo Salonen                    | Seppo Harjanne                  | Peugeot 205 Turbo 16            |
| 1984                                            | Stig Blomqvist                  | Björn Cederberg                 | Audi Quattro A2                 |
| 1983                                            | Walter Röhrl                    | Christian Geistdörfer           | Lancia Rally 037                |
| 1982                                            | Michèle Mouton                  | Fabrizia Pons                   | Audi Quattro                    |
| 1981                                            | Ari Vatanen                     | David Richards                  | Ford Escort RS1800              |
| 1980                                            | Ari Vatanen                     | David Richards                  | Ford Escort RS1800              |
| 1979                                            | Björn Waldegård                 | Hans Thorszelius                | Ford Escort RS1800              |
| 1978                                            | Walter Röhrl                    | Christian Geistdörfer           | Fiat 131 Abarth                 |
| 1977                                            | Björn Waldegård                 | Hans Thorszelius                | Ford Escort RS1800              |
| 1976                                            | Harry Källström                 | Claes-Göran Andersson           | Datsun 160J                     |
| 1975                                            | Walter Röhrl                    | Jochen Berger                   | Opel Ascona                     |
| 1974                                            | - 1973-as olajválság -          |                                 |                                 |
| 1973                                            | Jean-Luc Thérier                | Christian Delferrier            | Alpine-Renault A110 1800        |
| A nemzetközi gyártók bajnoksága (IMC) részeként |                                 |                                 |                                 |
| 1972                                            | Håkan Lindberg                  | Helmut Eisendle                 | Fiat 124 Sport Spyder           |
| 1971                                            | Ove Andersson                   | Arne Hertz                      | Alpine-Renault A110 1600        |
| 1970                                            | Jean-Luc Thérier                | Marcel Callewaert               | Alpine-Renault A110 1600        |
| Az európai ralibajnokság részeként              |                                 |                                 |                                 |
| 1969                                            | Pauli Toivonen                  | Martti Colari                   | Porsche 911S                    |
| 1968                                            | Roger Clark                     | Jim Porter                      | Ford Escort TC                  |
| 1967                                            | Paddy Hopkirk                   | Ron Grellin                     | BMC Mini Cooper                 |
| 1966                                            | Bengt Söderström                | Gunnar Palm                     | Ford Lotus Cortina              |
| 1965                                            | Carl Magnus Skogh               | Lennart Berggren                | Volvo Amazon                    |
| 1964                                            | Tom Trana                       | Gunnar Thermenius               | Volvo PV 544                    |
| 1963                                            | Eugen Böhringer                 | Rolf Knoll                      | Mercedes-Benz 300SE             |
| 1962                                            | Eugen Böhringer                 | Peter Lang                      | Mercedes-Benz 200SEd            |
| 1961                                            | Erik Carlsson                   | W. Karlsson                     | Saab 96                         |
| 1960                                            | Walter Shock                    | Rolf Moll                       | Mercedes-Benz 220SE             |
| 1959                                            | Wolfgang Levy                   | H. Wancher                      | Auto Union 1000                 |
| 1958                                            | Luigi Villoresi                 | Ciro Basadonna                  | Lancia Aurelia GT               |
| 1957                                            | Jean-Pierre Estager             | Mme Estager                     | Ferrari 250 GT                  |
| 1956                                            | Walter Schock                   | Rolf Moll                       | Mercedes-Benz 300 SL            |
| A görög rali-bajnokság részeként                |                                 |                                 |                                 |
| 1955                                            | Johnny Pesmazoglou              | M. Papandreou                   | Opel Kapitan                    |
| 1954                                            | P. Papadopoulos                 | S. Dimitrakos                   | Opel Rekord                     |
| 1953                                            | Niklos Papamichael              | S. Dimitrakos                   | Jaguar XK 120                   |
| 1952                                            | Johnny Pesmazoglou              | Niklos Papamichael              | Chevrolet                       |
| 1951                                            | P. Peratikos                    | görög                           | Fiat                            |

## Külső hivatkozások
- A verseny hivatalos honlapja